# Lancelot Phelps
Lancelot Phelps (* 9. November 1784 in Windsor, Hartford County, Connecticut; † 1. September 1866 in Colebrook, Connecticut) war ein US-amerikanischer Politiker. Zwischen 1835 und 1839 vertrat er den Bundesstaat Connecticut im US-Repräsentantenhaus.

## Werdegang
Im Alter von zehn Jahren kam Lancelot Phelps mit seinem Vater nach Colebrook. Dort besuchte er die öffentlichen Schulen. Nach einem anschließenden Medizinstudium begann er in Colebrook als Arzt zu praktizieren. Außerdem war er in der Landwirtschaft und im Handel im heutigen Riverton tätig.  Zwischen 1817 und 1830 war Phelps mehrfach Abgeordneter im Repräsentantenhaus von Connecticut. In den 1820er-Jahren schloss er sich dem späteren Präsidenten Andrew Jackson an und wurde Mitglied in der von diesem 1828 gegründeten Demokratischen Partei.
Bei den Kongresswahlen des Jahres 1834, die letztmals staatsweit abgehalten wurden, wurde er für das fünfte Abgeordnetenmandat von Connecticut in das US-Repräsentantenhaus in Washington, D.C. gewählt. Dort trat er am 4. März 1835 die Nachfolge von Ebenezer Jackson an. Bei den im Jahr 1836 erstmals nach Wahlkreisen durchgeführten Kongresswahlen wurde Phelps in seinem Mandat bestätigt. Damit konnte er bis zum 3. März 1839 zwei zusammenhängende Legislaturperioden im Kongress absolvieren.
Nach dem Ende seiner Zeit im US-Repräsentantenhaus zog sich Lancelot Phelps aus der Politik zurück. Er starb am 1. September 1866 in Colebrook. Sein Sohn James (1822–1900) vertrat zwischen 1875 und 1883 ebenfalls den Staat Connecticut im Kongress.